# غاري ستيوارت (مدير تنفيذي موسيقي)
غاري ستيوارت (بالإنجليزية: Gary Stewart)‏ هو مدير تنفيذي موسيقي ‏ أمريكي، ولد في 10 فبراير 1957 في شيكاغو في الولايات المتحدة، وتوفي في 11 أبريل 2019 في سانتا مونيكا في الولايات المتحدة.

## وصلات خارجية
- غاري ستيوارت على موقع ميوزك برينز (الإنجليزية)
- غاري ستيوارت على موقع ديسكوغز (الإنجليزية)